# Kanton Domfront en Poiraie
Domfront en Poiraie ( voorheen Domfront ) is een kanton van het Franse departement Orne. Het kanton maakt deel uit van het arrondissement Alençon. Bij decreet van 5 maart 2020 werd de naam van het kanton aangepast aan de naam van zijn hoofdplaats.

## Gemeenten
Het kanton Domfront omvatte tot 2014 de volgende 11 gemeenten:
- Avrilly
- Ceaucé
- Champsecret
- Domfront (hoofdplaats)
- La Haute-Chapelle
- Lonlay-l'Abbaye
- Rouellé
- Saint-Bômer-les-Forges
- Saint-Brice
- Saint-Clair-de-Halouze
- Saint-Gilles-des-Marais

Na de herindeling van de kantons bij decreet van 25 februari 2014, met uitwerking op 22 maart 2015, omvatte het kanton 15 gemeenten.

Op 1 januari 2016 werden de gemeenten Domfront, La Haute-Chapelle en Rouellé samengevoegd tot de fusiegemeente (commune nouvelle) Domfront en Poiraie.

Sindsdien omvvat het kanton volgende 13 gemeenten:
- Avrilly
- Champsecret
- Chanu
- Domfront en Poiraie
- Lonlay-l'Abbaye
- Le Ménil-Ciboult
- Montsecret-Clairefougère
- Saint-Bômer-les-Forges
- Saint-Brice
- Saint-Christophe-de-Chaulieu
- Saint-Gilles-des-Marais
- Saint-Quentin-les-Chardonnets
- Tinchebray-Bocage